# Волконский, Григорий Петрович
Светлейший князь Григо́рий Петро́вич Волко́нский (27 марта (8 апреля) 1808 — 6 мая 1882, Ницца, Франция) — российский дипломат, действительный статский советник, гофмейстер (1862).

## Биография
Происходил из 1-й ветви рода князей Волконских. Младший сын светлейшего князя Петра Михайловича Волконского (1776—1852), генерал-фельдмаршала и министра Императорского двора и уделов; мать — княжна Софья Григорьевна Волконская (1785—1868), статс-дама. Имел брата, светлейшего князя Дмитрия Петровича и старшую сестру, светлейшую княгиню Александру Петровну (1804—1859), вышедшую замуж за шталмейстера Павла Дмитриевича Дурново.

### Служба
Получил домашнее образование. Обучался в Ришельевском лицеи в Одессе (с 1819), но вышел из него по желанию отца (1820), который был недоволен постановкой учебного дела в лицее и решил отправить сына в Париж, где тот и докончил своё образование.
По возвращении из-за границы, поступил на службу в Коллегию иностранных дел студентом (1822). Причислен к русской миссии в Неаполе (09 апреля 1828). Камер-юнкер (1829). Чиновник Азиатского департамента (27 марта 1830). Титулярный советник (07 апреля 1830). Начальник пенсионеров и заведующий археологической комиссией Академии художеств в Риме (1831-1839), учрежденной «для приискания древностей». Коллежский асессор (01 апреля 1833). Камергер (31 декабря 1835). С начала 1840-х годов состоял в русской миссии при папском дворе. Надворный советник (30 июля 1837). Чиновник особых поручений при Министерстве народного просвещения (17 февраля 1838). Коллежский советник (23 декабря 1839).
Помощник попечителя (1839-1842), попечитель Петербургского учебного округа (1842—1845). Попечитель Одесского учебного округа (1845). Чиновник Министерства иностранных дел (1847). Действительный статский советник (06 декабря 1847). Почётный член Петербургского университета, почётный член Императорской Академии художеств (1850). Пожалован придворным званием «в должности гофмейстера» (1852), чином гофмейстера Двора Его императорского величества (1862).
Скончался в Ницце († 24 апреля 1882), тело перевезено и захоронено в его имении в селе Семёновке (село Сеймены, Бессарабской области) рядом с матерью. В дальнейшем прах князя Григория Петровича был перезахоронен трижды. Его вторая жена перезахоронила его в соборной церкви г. Аккермана.
Во время ремонта пола церкви (1962), приспосабливаемой для школьного спортзала, захоронение было осквернено и разграблено, а останки князя и его родственников были перезахоронены на городском кладбище. В начале 1990-х годов прах Волконского перезахоронен у северной стены Свято-Георгиевского храма.

## Музыкант

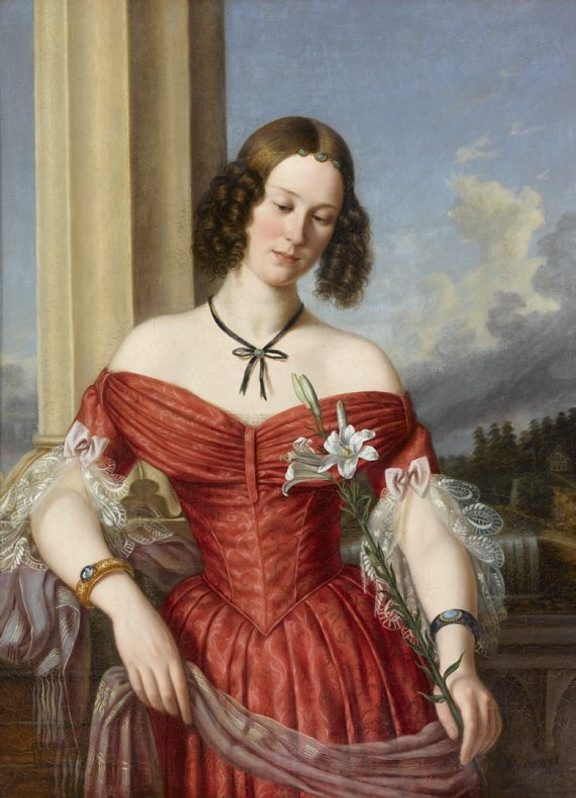
Мария Волконская

Музыкант, за великолепный его бас его прозвали в обществе «второй Лаблаш». Дружил с тенором Рубини. Принадлежал к кружку братьев Виельгорских и В. Ф. Одоевского, где встречался с Пушкиным. Участвуя в спектаклях императорского театра, по словам А. О. Смирновой: «Грегуар Волконский производил фурор своим голосом». Граф Д. М. Бутурлин, сам певец-любитель, писал о голосе Волконского: 
Тембр князя Григория Петровича был довольно сильный, но не скажу, чтобы был очень приятный; звучным нельзя было по-моему назвать его голос, но он наслушался хороших артистов за границею и, как говорят, хорошо и забавно исполнял буффовые арии.
По воспоминаниям князя С. М. Волконского, Григорий Петрович был типичным представителем аристократической богемы. В Риме, где он жил долгие годы, он покровительствовал русским художникам. Его палаццо Сальвиати было единственным частным домом, куда папа Пий IX отпускал петь певчих Сикстинской капеллы. Необыкновенно щедрый и расточительный, он никогда не покупал поштучно, всегда дюжинами. Он был добр и мягок.

## Семья

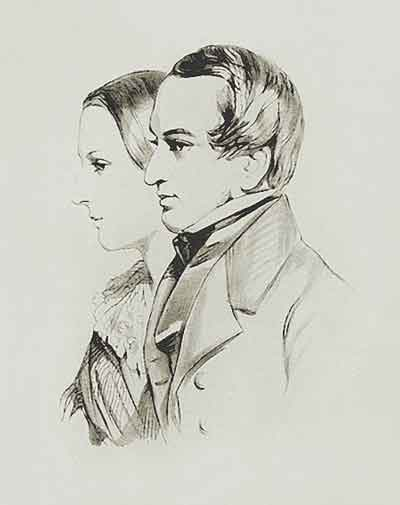
Портрет князя Волконского с первой женой (1840)

Первая жена (с 12 января 1838) — графиня Мария Александровна Бенкендорф (23.05.1820—04.11.1880), крестница императрицы Марии Фёдоровны, фрейлина, дочь графа А. Х. Бенкендорфа. Ученица Гензельта, посвятившего ей свой романс в си-бемоль миноре. Почти постоянно жила за границей. По словам современницы, княгиня Волконская, «постоянная обитательница Рима, одна из очаровательнейших женщин, которых можно себе представить: высокая, тонкая, с гармоническими, грациозными движениями хрупкого тела, с красивым бледным лицом и роскошными светлыми волосами». Унаследовала родовое имение Шлосс Фалль. Супружество её не было счастливым и последние двенадцать лет жизни она жила отдельно от мужа, он же «увлекающийся» и «слабовольный» жил в полном разобщении с семьей. Умерла от болезни желудка в Риме, похоронена на фамильном кладбище в парке Кейла-Йоа.
В браке было двое детей:
- Елизавета Григорьевна (1838—1897), автор книг по католической апологетике и книги «Род князей Волконских». Была замужем за российским государственным деятелем князем Михаилом Сергеевичем Волконским, с которым имела сыновей: Сергея (1860—1937, российский театральный деятель, режиссёр, литератор), Петра (1861—1948, предводитель дворянства), Александра (1866—1934, католический священник, автор научных книг) и Владимира (1868—1953, вице-председатель Государственной Думы).
- Пётр Григорьевич (1843—1896), шталмейстер двора, с середины 1870-х годов был болен нервным расстройством, близким к умопомешательству, причиной которого, как говорили, была жена его — Вера Александровна (1848—1924), фрейлина двора и дочь князя А. Д. Львова

Вторая жена (с 1881) — Лидия Александровна Ваксель (1834—1897), дворянка, правнучка Свена Вакселя. Художница, её работы участвовали в выставках ИАХ. После смерти Волконского, наследовала имение Сеймены в Бессарабии и всё его движимое имущество, проживала в Одессе.